# Прагерсько
Прагерсько (словен. Pragersko) — поселення в общині Словенська Бистриця, Подравський регіон‎, Словенія.